# Generous Heart
Generous Heart è un singolo della cantante statunitense Maya Hawke, pubblicato il 20 agosto 2020 come quarto estratto dal primo album in studio Blush.

## Video musicale
Il video, diretto da Johnny Frohman e Maya Hawke, è stato pubblicato contestualmente all'uscita del singolo sul canale YouTube della cantante.